# Mowbray

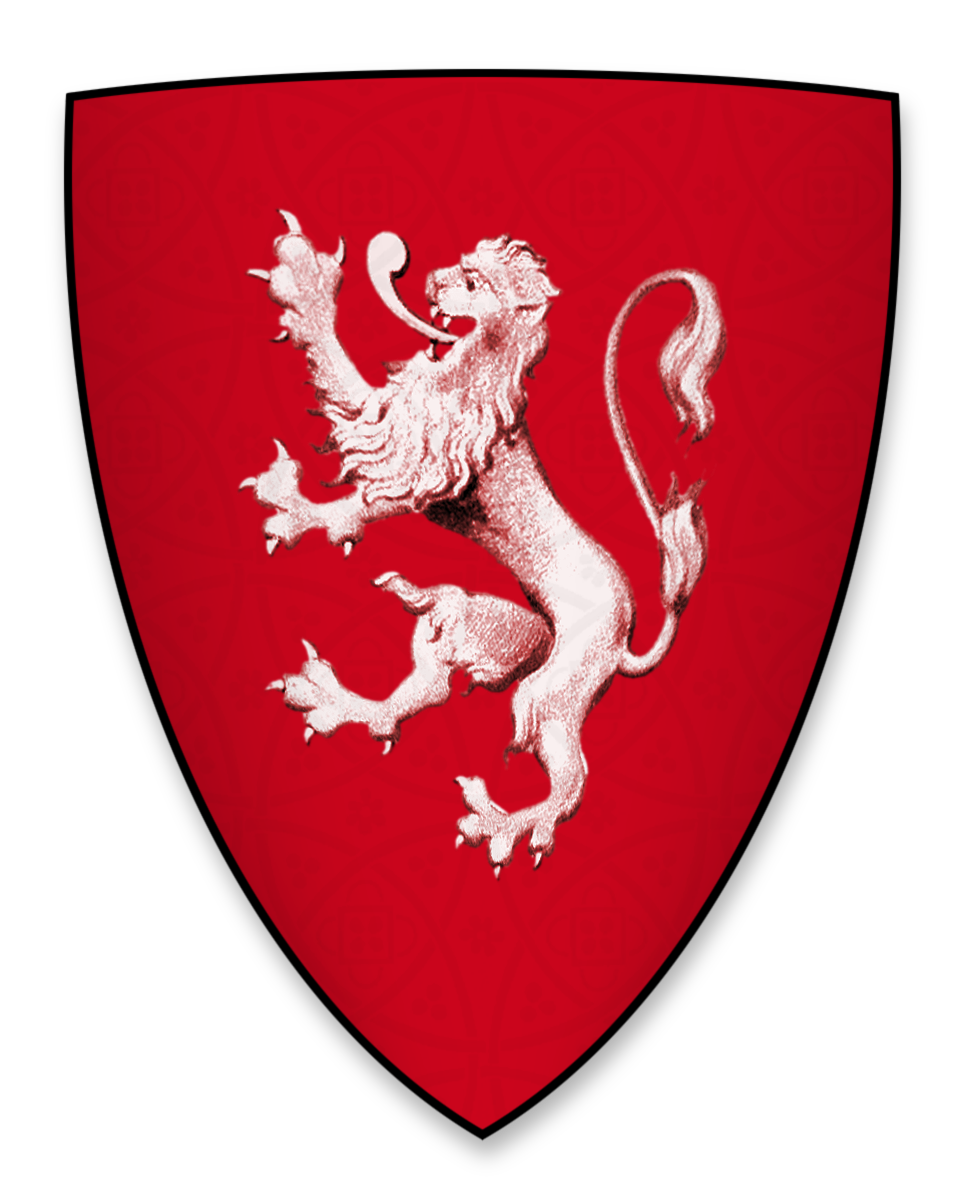
Stemma del Casato de Mowbray

Il Casato de Mowbray è un casato baronale di origine normanna originato dal villaggio di Montbray. È da qui che venne Goffredo di Montbray, vescovo di Coutances, che arrivò in Inghilterra con Guglielmo il Conquistatore. Per il supporto dimostrato la corona gli furono concesse 280 manieri e suo nipote, Roberto di Mowbray, divenne Conte di Northumbria nel 1080, egli tuttavia si ribellò contro Guglielmo II d'Inghilterra e fu tratto agli arresti al Castello di Windsor. Dopo la sua incarcerazione la moglie Matilde ottenne l'annullamento e si sposò con Nigel d'Aubigny la cui famiglia proveniva da Saint-Martin-d'Aubigny. Roberto era lo zio di Nigel e nonostante questi ne avesse ereditato i vasti possedimenti le nozze vennero annullate per consanguineità prima che avessero dei figli. Nigel si risposò una seconda volta e dalla moglie Gundred ebbe un maschio, Roger, il cui cognome, per volere regio, venne cambiato da d'Aubigny a Montbray di cui, col tempo, Mowbray divenne la corruzione.
La linea baronale maschile finì nel 1457 circa con la nascita di una femmina anche se, uno dei figli della generazione precedente, aveva fondato una dinastia in Scozia che era sopravvissuta alla prova del tempo. Storicamente la famiglia ebbe il maggior sviluppo attorno a Durham, nel Lincolnshire e nel Leicestershire.
La variante Mowbray è la più diffusa, anche se si trovano dei Moubray e dei Mowberry.

## Storia

### Origini
La dinastia baronale venne fondata da Goffredo di Montbray, vescovo di Coutances, il figlio di suo fratello, Roberto di Mowbray, che si era ribellato contro Guglielmo II d'Inghilterra fu poi perdonato e creato Conte di Northumbria quale erede dello zio, eredità che perse quando fu imprigionato nel 1095 a seguito di un'altra ribellione. A questo punto la storia dei Mowbray si incontra con quella di un'altra famiglia, quella dei D'Aubigny.
Nigel d'Aubigny era un ardente sostenitore di Enrico I d'Inghilterra, suo fratello William era divenuto maggiordomo del re, uno dei suoi figli fu William d'Aubigny, I conte di Arundel, mentre Nigel venne ricompensato con le numerose terre che erano state portate via a Roberto di Mowbray sia in Inghilterra che in Normandia. Nigel sposò quindi Matilda de l'Aigle, che aveva divorziato da Roberto, tuttavia anche il loro matrimonio naufragò e da un'altra moglie ebbe un figlio Roger che prese il cognome di Mowbray quale riconoscimento dell'entità delle terre che sarebbe andato ad ereditare.

### Ascesa
Roger di Mowbray divenne un grande e ricco cavaliere, supportò Stefano d'Inghilterra e venne catturato con lui alla Battaglia di Lincoln, liberato si ribellò contro Enrico II d'Inghilterra e partecipò alle crociate. Anche il suo bisnipote William di Mowbray fu un ribelle, si rivoltò infatti contro Giovanni d'Inghilterra e fu fra i 25 baroni scelti che dovevano assicurarsi che il sovrano restasse entro i limiti imposti dalla Magna Carta. Insieme al fratello Roger combatté contro Enrico III d'Inghilterra alla Battaglia di Lincoln del 1217 dove fu catturato. Uno dei suoi bisnipoti, John di Mowbray (1286-1322) si unì alle lotte di Tommaso Plantageneto e fu quindi catturato presso Boroughbridge e giustiziato.

### Conti e Duchi di Norfolk

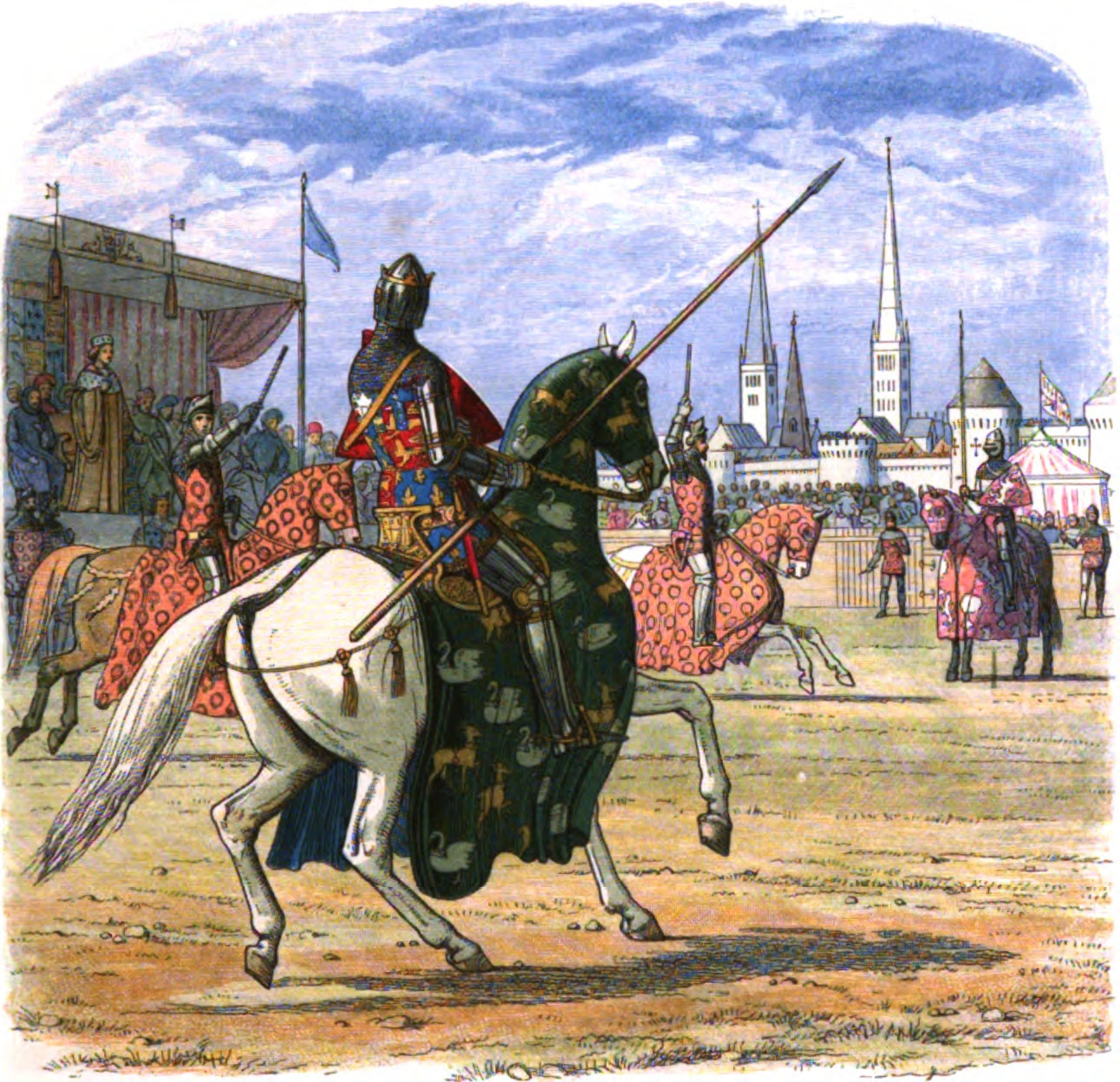
Riccardo II d'Inghilterra ferma il duello fra Henry Bolingbroke, I duca di Hereford, e Thomas de Mowbray, I duca di Norfolk.

John di Mowbray aveva sposato Aline de Braose, figlia di Guglielmo de Braose, II barone di Braose, che in dote aveva portato le signorie di Gower, nel Galles meridionale, e di Bramber. Uno dei loro figli fu John di Mowbray, III barone Mowbray che si sposò con Giovanna di Lancaster imparentando i Mowbray con la famiglia reale, Giovanna infatti era la bisnipote di Enrico III d'Inghilterra. Loro primogenito fu John de Mowbray, IV barone Mowbray che si unì in matrimonio con Elizabeth Segrave, un matrimonio che unì ancora di più i Mowbray alla famiglia reale. Sua suocera era infatti Margaret, duchessa di Norfolk, figlia di Tommaso Plantageneto uno dei figli di Edoardo I d'Inghilterra. La vicinanza alla famiglia reale portò altre terre ed incarichi di prestigio e nel 1397 venne creato, per volere di Riccardo II d'Inghilterra, il titolo di Duca di Norfolk a vantaggio di Thomas de Mowbray, I duca di Norfolk.
Privato del titolo ducale nel 1399 a seguito di una disputa con Enrico di Bolingbroke, venne quindi esiliato. Suo figlio maggiore Thomas di Mowbray, IV conte di Norfolk (1385-8 giugno 1405), venne giustiziato per essersi unito al vescovo Richard le Scrope in un complotto contro Enrico IV d'Inghilterra. Il titolo ducale tornò ai Mowbray solo nel 1424 quando venne restituito al fratello di Thomas, John (1389-19 ottobre 1432).

### Estinzione
John di Mowbray, IV duca di Norfolk (18 ottobre 1444-14 gennaio 1476) venne investito anche del titolo di Conte del Surrey, egli morì senza eredi maschi, la sua unica figlia Anne de Mowbray, VIII contessa di Norfolk, sposò Riccardo il figlio minore di Edoardo IV d'Inghilterra quando entrambi erano ancora bambini. Anne morì nel 1481 a soli otto anni.
Gli eredi andarono quindi cercati fra le figlie femmine del I Duca, Margaret ed Isabel, che si erano sposate l'una dentro la famiglia Howard e l'altra con James Berkeley, I barone Berkeley e fu fra i loro discendenti che si divise l'eredità. Il ducato e il contado del Surrey andarono agli Howard nel 1483, mentre il titolo di Conte maresciallo di Inghilterra e quello di Conte di Nottingham fu dato ai Berkeley due anni dopo. Entrambe le famiglie assunsero rispettivamente le baronie di Mowbray e Segrave, ma fu un membro degli Howard a essere chiamato Lord Mowbray attorno al 1640 cosa che sottolineò il loro diritto a quell'eredità. Attualmente le proprietà dei Mowbray e la signoria di Bramber sono ancora ad appannaggio del Duca di Norfolk.

## Baroni Mowbray (1283-1481)
- Roger de Mowbray, I barone Mowbray (m. 1297)
- John de Mowbray, II barone Mowbray (m. 1321)
- John de Mowbray, III barone Mowbray (1310–1361)
- John de Mowbray, IV barone Mowbray (1340–1368)
- John de Mowbray, I conte di Nottingham, V barone Mowbray (1365–1379)
- Thomas de Mowbray, I duca di Norfolk, VI barone Mowbray (1366–1399)
- Thomas de Mowbray, IV conte di Norfolk, VII barone Mowbray (1385–1405)
- John de Mowbray, II duca di Norfolk, VIII barone Mowbray (1389–1432)
- John de Mowbray, III duca di Norfolk, IX barone Mowbray (1415–1461)
- John de Mowbray, IV duca di Norfolk, X barone Mowbray (1444–1476)
- Anne de Mowbray, duchessa di Norfolk, VIII contessa di Norfolk, XI baronessa Mowbray (1472-c.1481), con lei si estingue il casato de Mowbray ed il titolo

## Conti, poi Duchi di Norfolk (1312-1481)
- Tommaso Plantageneto, I conte di Norfolk (morto nel 1338)
- Margaret, duchessa di Norfolk, II contessa di Norfolk (morta nel 1399)
- Thomas de Mowbray, I duca di Norfolk, III conte di Norfolk (1365–1399) (soppressione del ducato nel 1399)
- Thomas de Mowbray, IV conte di Norfolk (1385–1405)
- John de Mowbray, II duca di Norfolk (1392–1432) (ducato restaurato nel 1425)
- John de Mowbray, III duca di Norfolk (1415–1461)
- John de Mowbray, IV duca di Norfolk (1444–1476) (ducato vacante dal 1476)
- Anne de Mowbray, VIII contessa di Norfolk (1472–1481)